# Parafia św. Tomasza Apostoła i św. Stanisława w Piotrawinie
Parafia Świętego Tomasza Apostoła i Świętego Stanisława w Piotrawinie – parafia rzymskokatolicka w Piotrawinie, należąca do archidiecezji lubelskiej i Dekanatu Opole Lubelskie. Została erygowana w 1050. Mieści się pod numerem 94. Parafię prowadzą księża diecezjalni.